# HD 215114
HD 215114 è una stella bianca nella sequenza principale di magnitudine 6,45 situata nella costellazione dell'Aquario. Dista 618 anni luce dal sistema solare.

## Osservazione
Si tratta di una stella situata nell'emisfero celeste australe, ma molto in prossimità dell'equatore celeste; ciò comporta che possa essere osservata da tutte le regioni abitate della Terra senza alcuna difficoltà e che sia invisibile soltanto molto oltre il circolo polare artico. Nell'emisfero sud invece appare circumpolare solo nelle aree più interne del continente antartico. Essendo di magnitudine pari a 6,4, non è osservabile ad occhio nudo; per poterla scorgere è sufficiente comunque anche un binocolo di piccole dimensioni, a patto di avere a disposizione un cielo buio.
Il periodo migliore per la sua osservazione nel cielo serale ricade nei mesi compresi fra fine agosto e dicembre; da entrambi gli emisferi il periodo di visibilità rimane indicativamente lo stesso, grazie alla posizione della stella non lontana dall'equatore celeste.

## Caratteristiche fisiche
La stella è una bianca nella sequenza principale; possiede una magnitudine assoluta di 0,06 e la sua velocità radiale positiva indica che la stella si sta allontanando dal sistema solare.

## Sistema stellare
HD 215114 è un sistema multiplo formato da 4 componenti. La componente principale A è una stella di magnitudine 6,45. La componente B è di magnitudine 7,9, separata da 2,3 secondi d'arco da A e con angolo di posizione di 308 gradi. La componente C è di magnitudine 10,7, separata da 70,2 secondi d'arco da A e con angolo di posizione di 357 gradi. La componente D è di magnitudine 12,2, separata da 77,2 secondi d'arco da A e con angolo di posizione di 277 gradi.